# Jeunesses de parti en Suisse
En Suisse, une jeunesse de parti est une organisation (généralement une association), affiliée à un parti politique (appelé parti-mère), qui accueille des membres plus jeunes, en principe en dessous de 35 ans.
Selon les partis et les époques, les jeunesses de partis servent tant de réservoir de nouveaux membres que de force de proposition à part entière, menant une politique parfois opposée au parti-mère.

## Jeunesses
- Jeunes UDF
- Jeunes UDC (JUDC)
- Jeunes libéraux-radicaux (JLR)
- Jeunes démocrates-chrétiens (JDC) ou Jeunes du Centre
- Jeunes PEV
- Jeunes vert’libéraux (JVL)
- Jeunesse socialiste (JS ou JUSO)
- Jeunes verts (JVerts)
- Jeunes POP